# Jacques Santini
Jacques Jean Claude Santini (* 25. dubna 1952, Delle) je francouzský fotbalista a trenér.
Hrál za AS Saint-Étienne. Vedle různých klubů trénoval i francouzskou reprezentaci, se kterou vyhrál Konfederační pohár FIFA 2003.

## Hráčská kariéra
Jacques Santini hrál hlavně za AS Saint-Étienne a krátce za Montpellier HSC. Se Saint-Étienne vyhrál 5× francouzskou ligu a byl ve finále PMEZ 1976.

## Trenérská kariéra
Santini trénoval řadu klubů: Toulouse FC, Lille OSC, AS Saint-Étienne, FC Sochaux-Montbéliard, Olympique Lyon, Tottenham Hotspur FC a AJ Auxerre. S Lyonem vyhrál v roce 2002 jeho první titul v historii.
Francii trénoval v letech 2002–2004. Vyhrál Konfederační pohár FIFA 2003 a na Euru 2004 vypadl ve čtvrtfinále.

## Úspěchy

### Hráč
Saint-Étienne
- Ligue 1: 1969–70, 1973–74, 1974–75, 1975–76, 1980–81
- Coupe de France: 1969–70, 1973–74, 1974–75, 1976–77

### Trenér
Lyon
- Ligue 1: 2001–02
- Coupe de la Ligue: 2000–01

Francie
- Konfederační pohár FIFA: 2003